# Ognisko Republikanckie Polskie
Ognisko Republikanckie Polskie – niewielkie radykalne ugrupowanie emigracji po powstaniu styczniowym, działające w latach 1861–1870; do 1864 roku pod nazwą Ognisko.
Ognisko Republikanckie Polskie wchodziło w skład Sojuszu Republikańskiego Powszechnego, kierowanego przez Giuseppe Mazziniego. ORP nie uznawało rozbiorów Polski, domagało się uspołecznienia ziemi, ustanowienia ustroju republikańskiego, powszechnego prawa wyborczego i jednoizbowego parlamentu, wprowadzenia publicznej, bezpłatnej oświaty i utworzenia federacji państw słowiańskich pod przewodnictwem Polski. Główne jego ośrodki: Bazylea, Lozanna, Genewa, Paryż. W 1870 roku rozpadło się. Czołowymi działaczami byli Ludwik Bulewski i Józef Hauke-Bosak (do 1869), a organem prasowym „Rzeczpospolita Polska”.